# دجة (سنحان)

تعديل مصدري - تعديل

دجة هي إحدى قرى عزلة صرفة ودجة بمديرية سنحان التابعة لمحافظة صنعاء، بلغ تعداد سكانها 1300 نسمة حسب تعداد اليمن لعام 2004.